# Shō Inagaki
Shō Inagaki (jap. 稲垣 祥, Inagaki Shō; * 25. Dezember 1991 in Tokio, Präfektur Tokio) ist ein japanischer Fußballspieler.

## Karriere
Shō Inagaki erlernte das Fußballspielen in den Jugendmannschaften von Tokyo Oizumi West Hurricane FC, Tokyo South Juve FC und FC Tokyo, der Schulmannschaft der Teikyo High School sowie der Universitätsmannschaft der Nippon Sport Science University. Seinen ersten Vertrag unterschrieb er 2014 bei Ventforet Kofu. Der Verein aus Kōfu, einer Großstadt in der Präfektur Yamanashi auf Honshū, der Hauptinsel Japans, spielte in der höchsten Liga des Landes, der J1 League. Für Ventforet absolvierte er 81 Erstligaspiele. 2017 wechselte er zum Ligakonkurrenten Sanfrecce Hiroshima nach Hiroshima. 2018 wurde er mit Hiroshima Vizemeister. Nach 71 Spielen verließ er Hiroshima und schloss sich Anfang 2020 dem ebenfalls in der ersten Liga spielenden Nagoya Grampus aus Nagoya an. Am 30. Oktober 2021 stand er mit Nagoya im Finale des J. League Cup. Das Finale gegen Cerezo Osaka gewann man mit 2:0. Am 2. November 2024 stand er wieder mit Nagoya im Finale des J. League Cup. Das Finale gegen Albirex Niigata gewann man im Elfmeterschießen.

## Erfolge
Sanfrecce Hiroshima
- J1 League: 2018 (Vizemeister)

Nagoya Grampus
- J.League Cup: 2021, 2024